# Henric Lindgren
Henric Lindgren, döptes 1 januari 1693 i Östra Tollstads socken, död 6 oktober 1751 i Herrestads socken, var en svensk präst i Herrestads församling.

## Biografi
Henric Lindgren döptes 1 januari 1693 i Östra Tollstads socken. Han var son till komministern i församlingen. Lindgren blev 1716 student vid Lunds universitet och prästvigdes 22 augusti 1722. Han blev samma år kollega i Vadstena och 1735 komminister i Källstads församling. Lindgren blev 8 april 1747 kyrkoherde i Herrestads församling och tillträde 1748. Han avled 6 oktober 1751 i Herrestads socken.

### Familj
Lindgren gifte sig första gången 8 januari 1724 med Christina Talén (1697–1743). Hon var dotter till rådmannen Joel Talén och Elisabeth Göthe i Vadstena. Christina Talén hade tidigare varigt gift med komministern A. Palmaerus i Örberga socken. Lindgren och Talén fick tillsammans barnen Anna Brita (född 1724), Joel (född 1726), Sven (född 1729), Anna Elisabeth (född 1731) och Maria (född 1733).
Lindgren gifte sig andra gången 7 november 1748 med Maria Elisabeth Wahlund. Hon var dotter till kyrkoherden Johan Wahlund och Elisabeth Fernell i Kroppa socken. Hon hade tidigare varit gift med rådmannen Johan Wetterling i Vadstena. Lindgren och Wahlund fick tillsammans dottern Ulrica (1749–1841).